# On the Road
 For alternative betydninger, se On the Road (flertydig). (Se også artikler, som begynder med On the Road)
On the Road  (på dansk Vejene) er en roman af den amerikanske beat-forfatter Jack Kerouac. Bogen blev skrevet på kun 3 uger på en lang rulle, kendt som the scroll på engelsk eller det originale manuskript på dansk. Bogen er i høj grad baseret på Jack Kerouacs eget liv, på road trips gennem USA i slutningen 1940erne. Romanen blev udgivet i 1957.
Romanen står på Time Magazine liste fra 1923 til 2005 over de 100 bedste engelsk-sprogede litterære værker.